# Vaga de zel
Una  vaga de zel  és un compliment tan estricte de les regles que es frena o impossibilita el funcionament de les coses. L'actuació organitzada (amb excés de zel) dels treballadors d'una o més empreses del mateix o diferents sectors productius que consisteix en el compliment estricte de la normativa laboral, de salut i higiene i amb rigorosa aplicació de les disposicions dels convenis laborals, causant una paralització de l'activitat empresarial com a conseqüència d'aquest comportament.
L'efecte d'alentiment productiu es produeix en portar a l'extrem la interpretació, en alguns casos literal, de les normes jurídiques que regulen l'activitat, provocant temps morts en el procés i una caiguda de la productivitat. A Andorra el 2014 el govern va proposar una llei que considera la vaga del zel com un abús, que no serà prohibit, però que els empleadors podran denunciar, i escaurà al treballador de demostrar que ha sigut molt diligent, però sense cometre cap il·legalitat.